# Valentina Michak
Valentina Grigorievna Michak (russe : Валентина Григорьевна Мишак), née Voloshchuk (russe : Волощук) le 16 janvier 1942 à Tiraspol (RSS de Moldavie) et morte le 1er septembre 2022 à Odessa (Ukraine), est une ancienne joueuse soviétique puis ukrainienne de volley-ball.
Elle est médaillée d'argent aux Jeux de 1964 puis d'or à ceux de 1968.

## Carrière
Valentina Michak fait partie de l'équipe soviétique qui remporte la médaille d'argent du tournoi féminin de volley-ball aux Jeux olympiques de 1964. Elle fait également partie de l'équipe ayant remporté la médaille d'argent aux Mondiaux 1962.
De 1959 à 1975, elle est membre de l'équipe Medin Odessa.

## Palmarès

### Équipe nationale
- Jeux olympiques
  -  1964 à Tokyo.

- Championnat du monde
  -  1962 à Moscou.

- Championnat d'Europe
  -  1963 à Constanța.
  -  1967 à Izmir.

### En club
- Championnats d'Union soviétique[3]
  - Vainqueur : 1961.

- Ligue des champions[3]
  - Vainqueur : 1962.